# Charles Warren

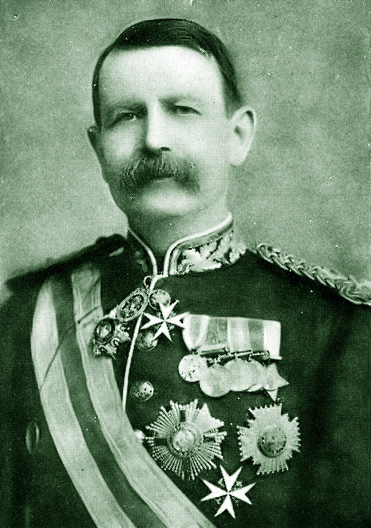
Charles Warren, 1840-1927

Generál Sir Charles Warren (7. února 1840 – 21. ledna 1927) byl důstojník britské armády a později policejní komisař Londýna a v letech 1886 až 1888 vrchní komisař (období vražd Jacka Rozparovače).

## Biografie
Narodil se v Bangoru ve Walesu jako syn generálmajora Sira Charlese Warrena.
Roku 1867 se podílel na archeologickém výzkumu Jeruzaléma.

## Vyznamenání
- velkokříž Řádu svatého Michala a svatého Jiří
- rytíř-komandér Řádu lázně
- Nejctihodnější řád sv. Jana Jeruzalémského
- Medaile diamantového výročí královny Viktorie – 1897
- Egyptská medaile
- Jihoafrická medaile
- Královnina jihoafrická medaile
- Chedivova hvězda – Egyptské chedivství
- Řád Medžidie III. třídy – Osmanská říše